# Alfredo Porzio
Alfredo Jose Antonio Eugenio Porzio, född 31 augusti 1900 i  Buenos Aires, död 14 september 1976 i Buenos Aires, var en argentinsk boxare.
Porzio blev olympisk bronsmedaljör i tungvikt i boxning vid sommarspelen 1924 i Paris.